# 蒙绍莱弗雷旺
蒙绍莱弗雷旺（法語：Moncheaux-lès-Frévent，法語發音：[mɔ̃ʃo lɛ fʁevɑ̃]，意为“弗雷旺附近的蒙绍”）是法国上法蘭西大區加来海峡省的一个市镇，属于阿拉斯区。

## 地理
蒙绍莱弗雷旺（50°18'52"N, 2°21'59"E）面积3.92 平方千米，位于法国上法蘭西大區加来海峡省，该省份为法国北部沿海省份，西北濒北海，南至索姆省，东临北部省。
与蒙绍莱弗雷旺接壤的市镇（或旧市镇、城区）包括：讷维尔欧科尔内、比讷维尔、乌万-乌维尼厄勒、蒙昂泰尔努瓦、锡比维尔。
蒙绍莱弗雷旺的时区为UTC+01:00、UTC+02:00（夏令时）。

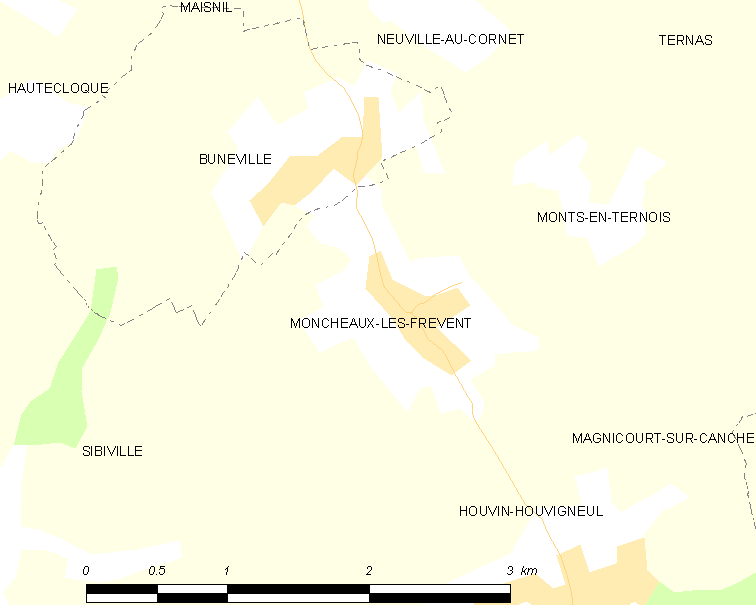
蒙绍莱弗雷旺的OSM定位图

## 行政
蒙绍莱弗雷旺的邮政编码为62270，INSEE市镇编码为62576。

## 政治
蒙绍莱弗雷旺所属的省级选区为泰努瓦斯河畔圣波勒县。

## 人口

1962-2008年间蒙绍莱弗雷旺人口变化图示

蒙绍莱弗雷旺于2022年1月1日时的人口数量为137人。